# Horologica cubensis
Horologica cubensis là một loài ốc biển, động vật chân bụng trong họ Cerithiopsidae. Nó được Rolán và Espinosa miêu tả năm 1992.

## Miêu tả
Độ dài vỏ lớn nhất ghi nhận được là 3.5 mm.

## Môi trường sống
Độ sâu nhỏ nhất ghi nhận được là 10 m. Độ sâu lớn nhất ghi nhận được là 30 m.